# Hashtag

Das Wort „Hashtag“ in der entsprechenden Darstellung als Hashtag

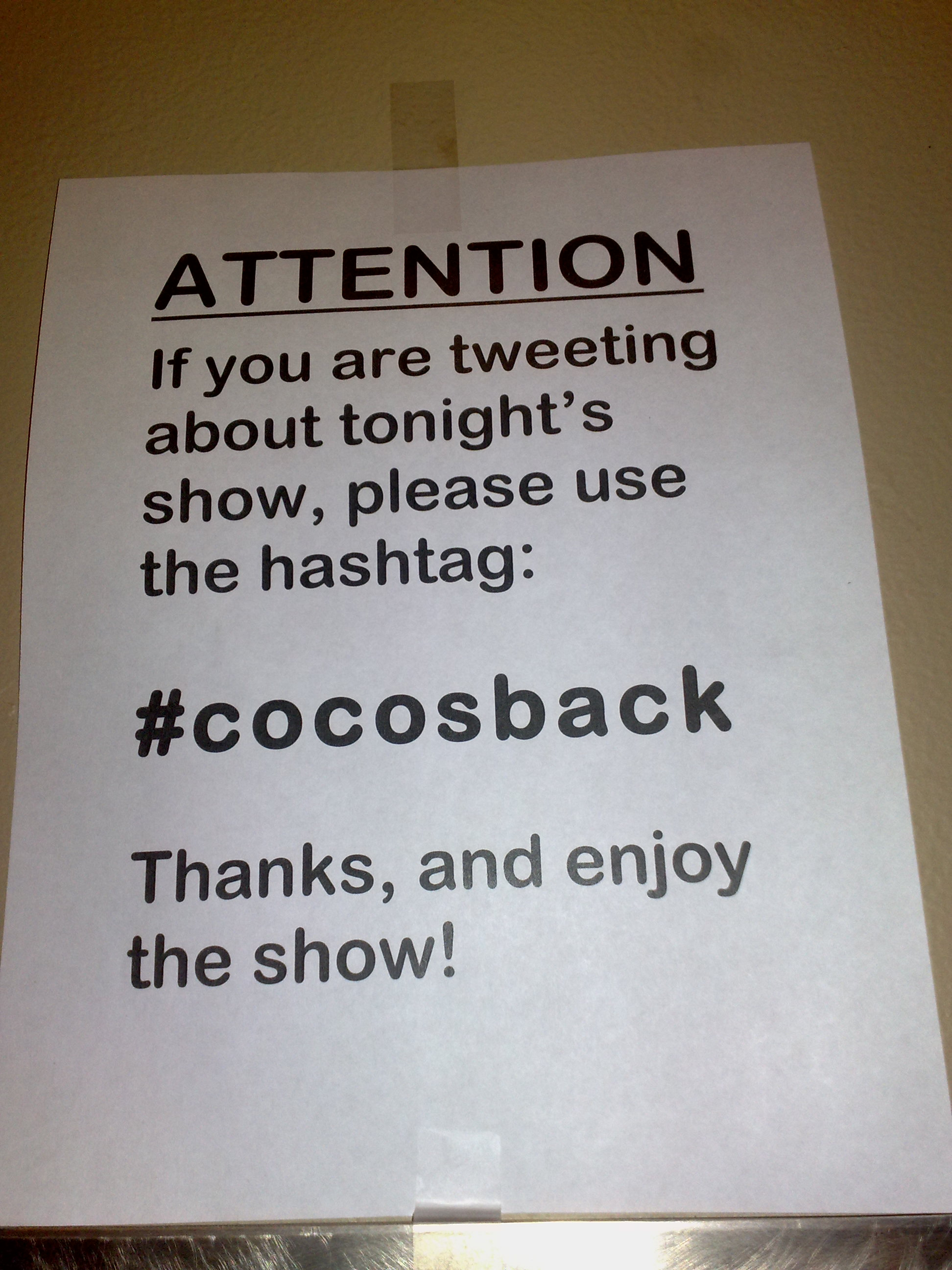
Die Aufforderung, unter einem bestimmten Hashtag über die Vorstellung zu twittern

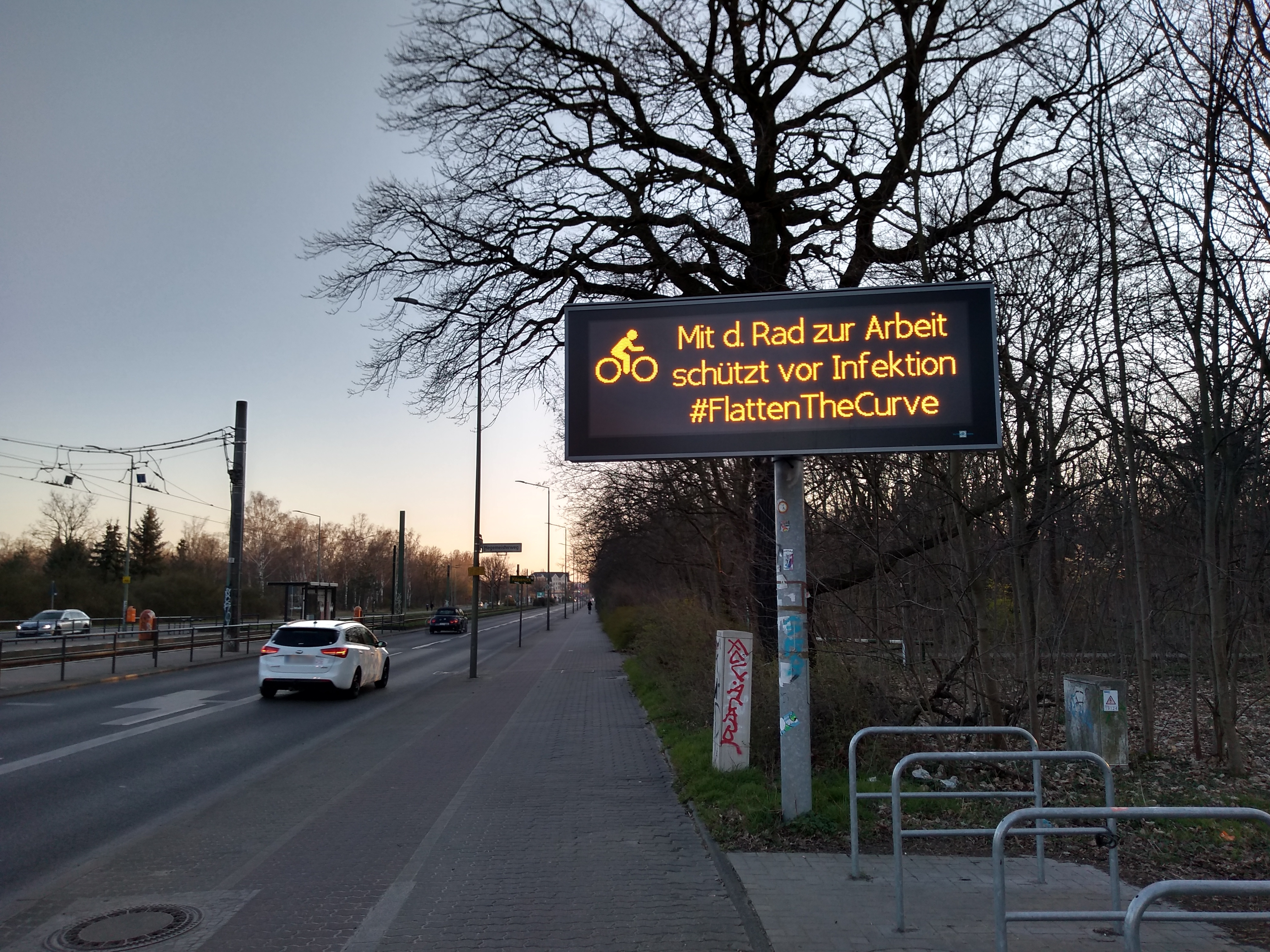
Anzeigetafel zur COVID-19-Pandemie in Berlin zeigt das Hashtag FlattenTheCurve

Ein Hashtag [ˈhɛʃtɛk oder ˈhæʃtæɡ] (Neutrum oder Maskulinum, zusammengesetzt aus englisch hash für das Schriftzeichen Rautezeichen [„#“] und englisch tag für Markierung) ist ein mit Rautezeichen versehenes Schlagwort, das dazu dient, Nachrichten mit bestimmten Inhalten oder zu bestimmten Themen in sozialen Netzwerken auffindbar zu machen. Die so ausgezeichnete Zeichenkette fungiert (pragmatisch) als Meta-Tag und Meta-Kommentierung. Diese Form der Verschlagwortung erfolgt in der Regel innerhalb des Fließtextes, wobei ein Hashtag auch vor oder hinter dem eigentlichen Text stehen kann. Kontaktnetze wie Pinterest, Facebook und Mikroblogging-Dienste wie X nutzen diese Angaben, um die Suche innerhalb ihres Netzwerks nach so verschlagworteten Begriffen zu erleichtern.
Ein Hashtag kann außerdem wie in gedruckten Lexika wahrgenommen werden: wie eine anderswo im selben Werk erklärte Bezeichnung (Schlagwort) zusammen mit einem Sonderzeichen unmittelbar davor oder dahinter als Hinweis auf die Existenz einer solchen Erklärung.

## Beispiele
„#Wikipedia ist eine #Enzyklopädie“
Hier wurden die Wörter Wikipedia und Enzyklopädie als Hashtag markiert. Eine Suchanfrage nach Wikipedia würde dann gezielt Beiträge finden, die mit dem Hashtag #Wikipedia gekennzeichnet sind.
Außerdem ist es mit Angabe eines Hashtags möglich, eine Aussage in einen besonderen Zusammenhang zu setzen:
„Zu spät zum Auftritt gekommen #SchlechtesWetter #Konzert“
Bei Instagram sehen die „Bildunterschriften“ folgendermaßen aus:
„#Instafood#Instaframe#Instamessage#l4l#c4c#f4f#s4s“

## Etymologie
Hashtag ist eine Komposition aus den englischen Wörtern hash und tag, wobei es sich bei hash um das englische Wort für das Rautezeichen (#) handelt und tag für Markierung steht. Der Ausdruck hash steht im Commonwealth-Englisch auch für das Rautezeichen auf der Telefontastatur. Das Rautezeichen wird zudem in URLs bereits als Fragmentbezeichner benutzt.
Aus linguistischer Perspektive ist laut einer 2019 erschienen Veröffentlichung noch nicht eindeutig geklärt, ob es sich bei dem Hashtag um das Rautezeichen, die Zeichenfolge hinter diesem oder um die gesamte Zeichenfolge inklusive Rautezeichen handelt.

## Funktionen von Hashtags
Die Funktionen von Hashtags sind:
- Postings einzelne Kategorien bzw. Einordnungen zu geben, unter denen sich alle Postings mit dem Hashtag sammeln
- Vereinfachte Suche bei Suchanfragen mit ähnlichen Suchbegriffen
- Besseres Sortieren und Filtern von Inhalten nach Hashtags, die wie eine Filterung nach Kategorien und Schlagwörtern funktionieren
- Suchmaschinenoptimierung und Social Media Optimization für ein Posting durch das Verwenden von Hashtags als Schlagworte
- Bekanntgeben von Standort- und Veranstaltungsdaten, z. B. durch den Namen der Stadt, des Gebäudes oder des Events als Hashtag
- Markieren von Freunden und Organisationen, sodass diese erkannt werden können und benachrichtigt werden
- Wunsch nach Interessensaustausch zu einem im Hashtag benannten Thema
- Bekenntnis bzw. Aufruf zu einer im Hashtag benannten sozialen oder politischen Aktion (z. B. #JeSuisCharlie), Hinweis auf einen unter einem verbreiteten Schlagwort bekannten Missstand bzw. ein solches Problem (z. B. #GamerGate oder #MeToo) oder Zuweisung zu einer Eigenschaft bzw. einem Verhalten (z. B. #lazy)
- Analyse ihrer Verwendung als Indikator für Popularität und Reichweite eines Themas (Trend-Analyse und Social Media Monitoring)

## Ursprünge und Etablierung bei Twitter
Das Chat-System IRC nutzt das Doppelkreuz, um Channel-Namen zu markieren. Dieses Konzept griff der Mikroblogging-Dienst Twitter auf, aber erst nach dem Vorschlag des Rechtsanwalts und Internet-Aktivisten Chris Messina, der am 23. August 2007 auf Twitter schrieb:

“how do you feel about using # (pound) for groups. As in #barcamp [msg]?”

„Was haltet ihr von der Nutzung eines # (Doppelkreuzes) für Gruppen. Zum Beispiel #barcamp [Nachricht]?“

Mit wachsender Bekanntheit dieser Markierungsmethode, die unter anderem für Twitter-Nachrichten über die Waldbrände in Südkalifornien 2007 benutzt wurde, reagierte Twitter und verlinkte alle Hashtags ab dem 1. Juli 2009.
Seit Twitter eine Suchfunktion für Hashtags anbietet, ist deren Nutzen umstritten. Alternative Twitter-Clients verlinken Hashtags automatisch auf eine entsprechende Trefferliste. Durch eine Analyse der Hashtags kann festgestellt werden, welche Twitter-Themen besonders beliebt sind. Diese werden in den sogenannten Trending Topics auf der Twitter-Startseite angezeigt.

## Nutzung bei Twitter

### Eigenschaften
Im Rahmen der Internetgemeinschaft existieren keine Regeln, welche Zeichenketten für ein Hashtag benutzt werden. Die Zeichenkette kann aus Buchstaben und Ziffern bestehen, Satz- und Leerzeichen dürfen nicht enthalten sein.

### Verbreitung
Einmal eingeführte Hashtags werden im Rahmen der Antworten auf einen Beitrag wieder aufgegriffen, was bei steigender Bekanntheit dafür sorgt, dass das so referierte Hashtag etabliert wird. So sorgte etwa das Hashtag #Aufschrei für eine deutschlandweite Bekanntheit, nachdem die Twitter-Nutzerin Anne Wizorek es 2013 im Rahmen einer Sexismus-Debatte einführte. Medien nutzten diesen Ausdruck als Schlagwort für weiterführende Sexismus-Berichterstattungen.

## Hashtags in anderen Diensten und Medien
Mit der Etablierung des Hashtags wurden die Vorteile dieser Markierung auch von anderen Diensten genutzt. Im Juli 2011 schlug Messina die Nutzung innerhalb des sozialen Netzwerks Google+ vor. Google-Entwickler Joseph Smart reagierte auf den Vorschlag prinzipiell positiv. Im Oktober 2011 erläuterte Googles Senior Vice President for Social Media, Vic Gundotra, in einem Interview die Bedeutung des Hashtags in der Google+-Echtzeitsuche.
In Instagram, tumblr und Pinterest werden Hashtags von Nutzern verwendet, um die selbst hochgeladenen Bilder in Bildunterschriften zu verschlagworten. Außerdem existieren Suchmaschinen für Hashtags. Zudem wird versucht, bei Veranstaltungen mit einer Twitterwall weiterführende Diskussionsaspekte zu gewinnen.
LinkedIn führte die Hashtags im Februar 2013 ein. Hierbei kann man durch Klick auf ein gekennzeichnetes Wort eine Suche bedienen, die auf die Daten der nutzenden Person referenziert. Eine Suche nach dem Wort in Abhängigkeit von Gruppe, Alter, Ort oder Kontaktpfad ist möglich.
Seit Mitte Juni 2013 hat auch Facebook Hashtags übernommen.

## Rezeption
In Frankreich soll an Stelle des Wortes hashtag laut einer Bekanntmachung der Allgemeinen Kommission für Terminologie und Neuwortbildung die französische Bezeichnung mot-dièse verwendet werden. Die American Dialect Society hat hashtag zum Wort des Jahres 2012 erklärt.
Die Aktion rund um das Twitter-Hashtag #aufschrei wurde im Mai 2013 mit einer lobenden Erwähnung beim Marlies-Hesse-Nachwuchspreis und mit dem Grimme Online Award ausgezeichnet.
Das Symbol # war das Wort des Jahres 2014 der Schweiz.

## Online-Dienste bzw. Software, die Hashtags nutzen
- Diaspora
- Discord
- Facebook
- Friendica
- Instagram
- Intrexx (ab der Version 8[22])
- Kickstarter
- LinkedIn
- Mastodon
- Pinterest
- Sina Weibo
- Telegram
- TikTok
- Tumblr
- Twitter
- vk.com
- Yammer
- YouNow
- YouTube

## Musik
Das Trio Y-Titty widmete dem Hashtag zusammen mit dem Rapper MC Fitti im Jahr 2014 den gleichnamigen Song #Hashtag.

## Audio-Beiträge
- Christian Möller: Ein Kreuz macht Karriere – Kulturgeschichte des Hashtags. Deutschlandradio Kultur, 2016[23]